# Hořice (Pelhřimovi járás)
Hořice település Csehországban, a Pelhřimovi járásban.  Lakosainak száma 207 fő (2024. január 1.).

## Népesség
A település lakosságának változását az alábbi diagram mutatja:
| Lakosok száma | 415  | 425  | 421  | 228  | 215  | 165  | 190  | 183  | 188  | 207  |
|               | 1869 | 1900 | 1921 | 1961 | 1980 | 2011 | 2016 | 2019 | 2021 | 2024 |